# Розали Мортон
Розали Слотер Мортон (енгл. Rosalie Slaughter Morton; Линчбург, 28. октобар 1876 — 5. мај 1968) била је докторка и гинеколог из САД, прва жена на Њујоршкој поликлиници и Колеџу за физијатрију и хирургију Универзитета Колумбија. Постала је позната због свог хуманитарног рада, нарочито за време и након Првог светског рата. Основала је три болнице у Србији. У знак захвалности у Београду се налази улица и парк са њеним именом.

## Живот и образовање
Розали се родила 1876. године у месту Линчбург у држави Вирџинија у САД. Одрасла је у богатој породици и похађала је приватну основну школу у родном месту. Образовање је наставила у Балтимору. Упркос жељама родитеља, уписала је 1893. Женски медицински колеџ у Пенсилванији и дипломирала је са три доликовања четири године касније. Након факултета, Розали је наставила своје усавршавање путујући по Европи и свету.
Године 1902. отворила је приватну гинеколошку клинику у Вашингтону, али се удала за адвоката Џорџа Мортона и преселила се 1907. у Њујорк. Радила је на образовању нових здравствених радника, а била је председник Комитета за јавно здравље. Од 1912. до 1918. била је члан гинеколошког одељења Њујоршке поликлинике, а до 1919. била је хирург на клиници Универзитета Колумбија.

## Учешће у Првом светском рату
Розали је током Првог светског рата свој живот посветила хуманитарном раду. Црвени крст ју је ангажовао 1916. године да обезбеди неопходна медицинска средства војницима на Солунском фронту. Током путовања и помагања рањеницима научила је све о функционисању и формирању пољских болница. По окончању рата у Србији је основала три болнице у оквиру Црвеног крста Србије.

## После рата
Након повратка у САД, наставила је да ради на бољем положају жена у медицини и борби за једнака права у струци. Омогућила је захваљујући свом раду да се 60 студената из Србије образује у САД. Након 1930. Розали се посветила приватном медицинском раду на Флориди где је и умрла 1968. године од последица упале плућа.